# جوش بورخا
جوش بورخا (بالإنجليزية: Josh Borja)‏ (1 أغسطس 1990 بسان دييغو في الولايات المتحدة - ) هو لاعب كرة قدم أمريكي في مركز الدفاع. شارك مع منتخب غوام لكرة القدم. أما مع النوادي، فقد لعب مع Orange County Blue Star ‏.

## وصلات خارجية
- جوش بورخا على موقع قاعدة بيانات كرة القدم.إي يو (الإنجليزية)
- جوش بورخا على موقع ناشيونال فوتبول تيمز (الإنجليزية)
- جوش بورخا على موقع Soccerway.com (الإنجليزية)